# 有機氯殺蟲劑
有機氯殺蟲劑是以碳氫化合物為基本架構，並有氯原子連接在碳原子上，同時又有殺蟲效果的有機化合物。大多數有機氯殺蟲劑具有生產成本低廉，在動植物及環境中長期殘留的特性。此類化合物具有優良的殺蟲效果，在二次大戰後很快就成為最常用的主要殺蟲劑。有機氯殺蟲劑流行了約二十五年之久，也因此成為世界上最常見的環境污染物之一。
DDT大概是最廣為人知的殺蟲劑，它便宜、持久，對於控制害蟲非常有效。有機氯殺蟲劑除了DDT、DDE等DDT類的衍生化合物之外，多屬於環狀二烯烃类化合物（Cyclodiene）。不同於DDT作用在昆蟲神經細胞的鈉離子通道上，環狀二烯烃類化合物作用在GABA（gamma-氨基丁酸）的受器上。

## 常見的有機氯殺蟲劑
- DDT
- 六氯環己烷（HCH,hexachlorocyclohexane）
- 靈丹（lindane）=γ-HCH =γ-hexachlorocyclohexane =γ-六氯環己烷
- 阿特靈（Aldrin）
- 地特靈（Dieldrin）
- 异狄氏剂（Endrin）
- 安殺番（Endosulfan）
- 氯丹（Chlordane）
- 飛佈達（Heptachlor）
- 毒殺芬（Toxaphene）
- 滅蟻樂（Mirex）
- 开蓬（Chlordecone）
- RATDS

註：以上為台灣所用的殺蟲劑中文名稱。